# Errekaortu-Kareaga
Errekaortu-Kareaga est le 7e district de la ville de Barakaldo, dans la Communauté autonome du Pays Basque en Espagne. Il se divise en trois quartiers: Errekaortu, Errekatxo et Kareaga.